# MURUA GIFT
「MURUA GIFT」（ムルーア・ギフト）は「MURUA」と「ZOZOTOWN」がコラボレートし、シングルCDが封入されているギフト商品。

## 概要
モデルとしても活動している荻原桃子がプロデュースを務める「MURUA」とファッション雑誌「ZOZO TOWN」のコラボレート企画で行われたもので、後述の新曲入りスプリット・シングルCD（収録曲参照）と雑誌「MURUA PRESENTS ZOZO TOWN LIMITED CATALOG」、オリジナルTシャツが封入されている。オリコンなどの各サイトのアーティスト名はBrand Collectionとなっている。

## 収録曲
1. Split Up / Yoon Young Jun
2. Elements / MASTERLINK